# Multiclavula pogonati
Multiclavula pogonati é uma espécie de fungo pertencente à família Clavulinaceae.